# Ermanno Stradelli
Ermanno Stradelli (Borgo Val di Taro, 8 de dezembro de 1852 — Manaus, 21 de março de 1926) foi um conde, folclorista, explorador, fotógrafo e etnógrafo ítalo-brasileiro.
Stradelli realizou expedições à Amazônia, recolhendo relatos de mitos dos povos indígenas, dentre os quais os uananas. Estes relatos foram publicados em 1890 em boletim da Società Geographica Italiana.
Sua vida foi publicada em livro por Luís da Câmara Cascudo, intitulado Em Memória de Stradelli, onde o autor principia se queixando da falta de dados então encontrada: "Quase nada se sabia dele. Morrera em 1926 e seu nome se diluíra na sombra, como uma inutilidade. Raras citações. Raríssimos informadores. Percentagem altíssima em erros, enganos, omissões”; o livro foi publicado em 1936.

## Juventude
Era o primogênito de uma família nobre originária da Região da Lombardia e passou a infância na residência senhorial da família, o castelo de Borgotaro. Estudou direito na Universidade de Pisa, e parecia destinado a uma respeitável carreira de advogado. Porém, apaixonado pela poesia e pelas viagens, decidiu, logo depois da morte do pai, e apesar da resistência da família, tornar-se explorador.
Seduzido pelos mistérios da floresta amazônica, aos 27 anos de idade decidiu viajar para o Brasil, depois de ter conseguido o patrocínio moral da Società Geografica Italiana. Começou a estudar, como autodidata, geografia, topografia, geologia, botânica, farmácia (com uma predileção pela homeopatia) e as técnicas da fotografia.

## As expedições na bacia amazônica
Chegou a Manaus em 1879, e passou alguns meses junto aos missionários franciscanos para aperfeiçoar o português.
Em 1880 viajou pelo rio Purus e seus afluentes; depois, subiu o rio Amazonas até Fonte Boa e Loreto. Nesta expedição encontrou o conde Alessandro Sabatini, que lhe transmitiu a paixão pela  língua nheengatu. No rio Juruá assistiu à extração do látex e estudou de perto o trabalho dos seringueiros.  Acometido pela malária, voltou a Manaus para se restabelecer.
Em 1881 navegou no rio Uaupés, e conheceu os estudiosos João Barbosa Rodrigues, Antônio Brandão de Amorim e Maximiano José Roberto, que faziam pesquisa etnográfica na região. Interessado pela cultura dos índios tarianas e tucanos, Stradelli começou a estudar os idiomas e a tradição oral destas tribos.

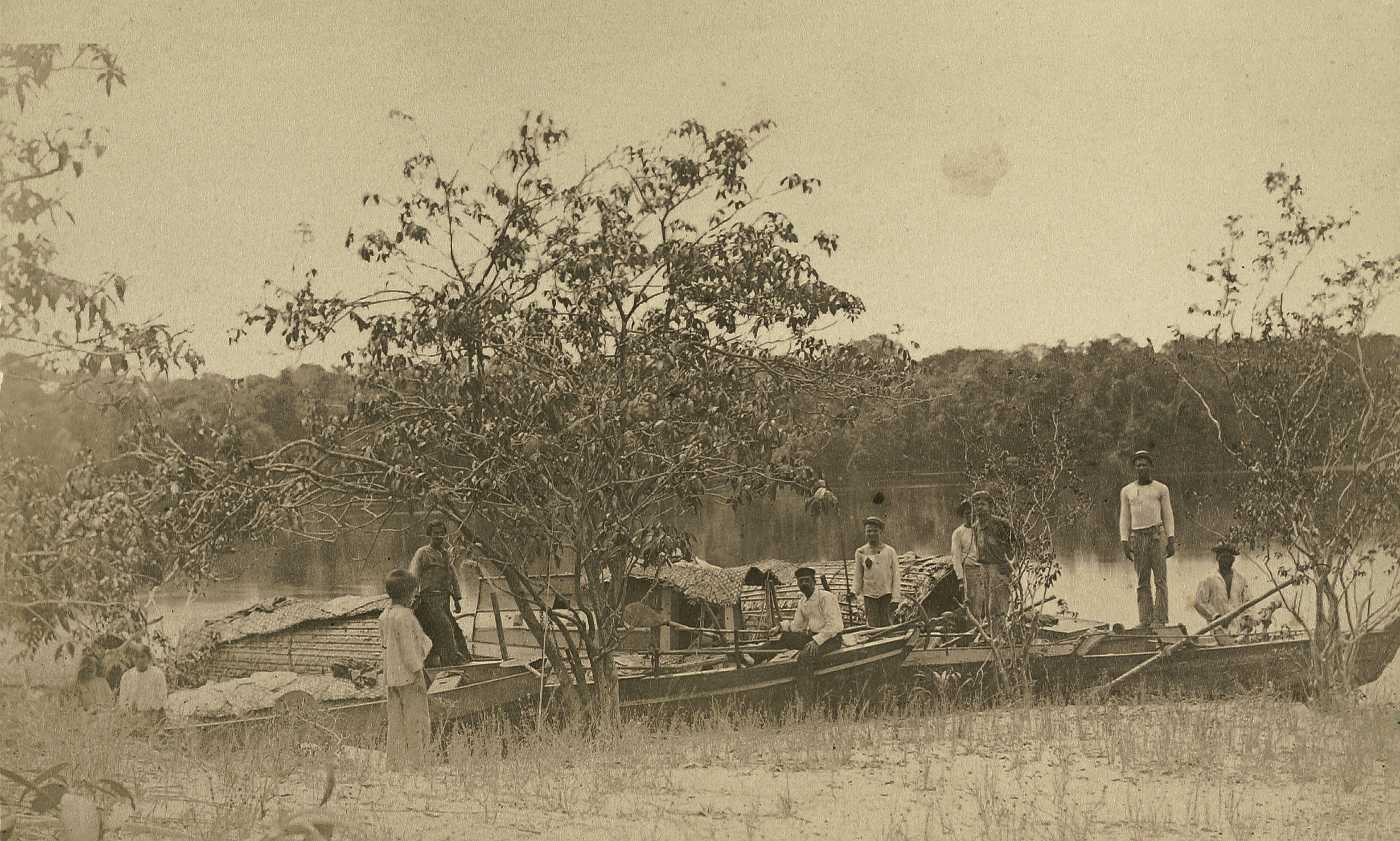
Índios e caboclos às margens do Jauaperi, em foto de Stradelli

Em 1882 participou da comissão brasileira para as fronteiras com a Venezuela e percorreu o rio Padauiri. Logo depois voltou a navegar no rio Uaupés, subindo-o até a cachoeira de Iauaretê. Percorreu o rio Apapóris, até que nova crise de malária o obrigou a parar.
Em 1883 passou uma temporada em Itacoatiara, onde começou a organizar seus registros de viagem e as muitas definições das palavras em nheengatu que tinha coletado, com o objetivo de realizar um dicionário. Colaborou com João Barbosa Rodrigues na fundação do Museu Botânico de Manaus. Apesar de suas precárias condições físicas, em 1884 aceitou o convite para participar da expedição de pacificação dos índios waimiris-atroaris do rio Jauaperi, comandada por Rodrigues.

## Volta à Itália
Em 1884 voltou à Itália para terminar os estudos universitários e começou a advogar em Gênova. Em 1885 publicou pela Vincenzo Porta Libraio-Editore, os livros Eiara: Leggenda Tupi-Guarani e La Confederazione dei Tamoi. Poema épico, a tradução da obra de Gonçalves de Magalhães. Em 1886 participou do VI Congresso Internacional de Americanistas em Turim.

## Retorno e últimos anos

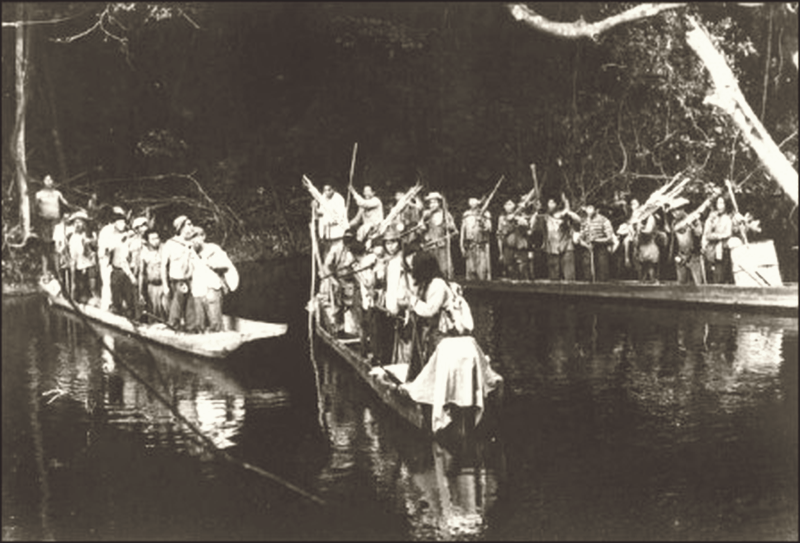
Canoas retratadas pelo Conde

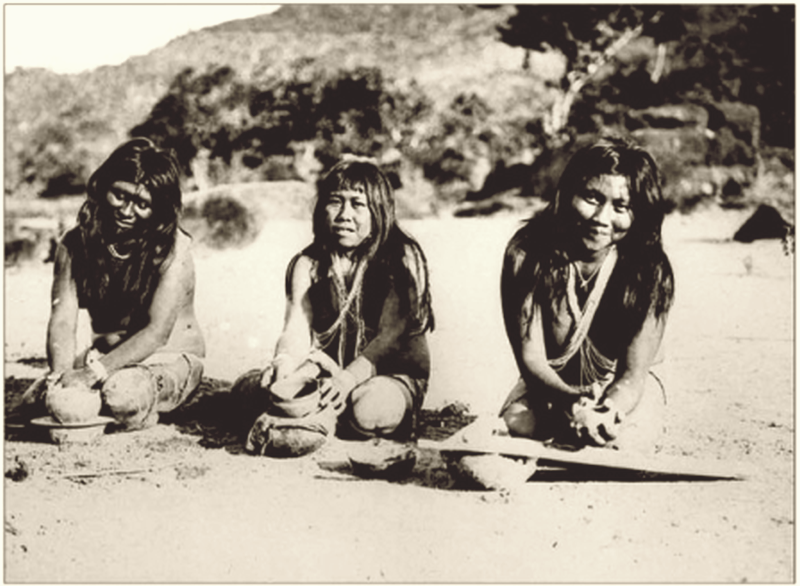
Índias, na lente de Stradelli

Stradelli tinha o forte desejo de voltar para a Amazônia, e junto com um amigo decidiu ir em busca da nascente do rio Orinoco. Em 1887 chegou à Venezuela para tentar localizar a nascente do rio, sem obter êxito.
Em 4 de março de 1889 escreveu à Sociedade Geográfica de seu país: "Sou fotógrafo e minha primeira obrigação é para com o público pagante. Assim é o mundo" e, completou: "Como, por enquanto, sou fotógrafo, ao invés de relatórios, envio-lhes fotografias".
Em 1890 e 1891 voltou pela terceira e última vez a viajar pelo rio Uaupés, deixando detalhadas descrições da natureza, dos homens e dos costumes da região.
Em 1893 naturalizou-se brasileiro e entrou na magistratura. Foi nomeado promotor público e prestou serviço primeiro em Manaus e depois em Lábrea, no rio Purus. Neste período organizou as anotações recolhidas durante suas viagens e revisou os inúmeros verbetes do vocabulário nheengatu, sua obra mais trabalhosa e ambiciosa, que veio a se tornar sua maior contribuição científica.
Em 1897, para combater o monopólio anglo-americano na extração do látex e no comércio da borracha, retornou à Itália para propor negócio ao industrial Giovanni Battista Pirelli, que não aceitou.
Em 1901 fez uma última viagem à Itália, proferindo uma conferência para a Sociedade Geográfica Italiana. Em 1912 foi transferido para Tefé. Em 1923 foi exonerado do cargo na promotoria devido a ter adquirido hanseníase; ele ainda tentou retornar para seu país natal, mas a única empresa de navegação que fazia o trajeto recusou-se a embarcá-lo, por conta da doença. Internou-se voluntariamente no leprosário de Umirizal, em Manaus. Morreu numa pequena cabana, "generoso com seus companheiros de infortúnio e cercado de mapas, manuscritos e lembranças". Ali conhecera uma filha de ex-escravos, Nininha, que lhe ensinara as palavras nheengatu, a língua manauara original - o que lhe permitiu escrever seu dicionário.

## Legado

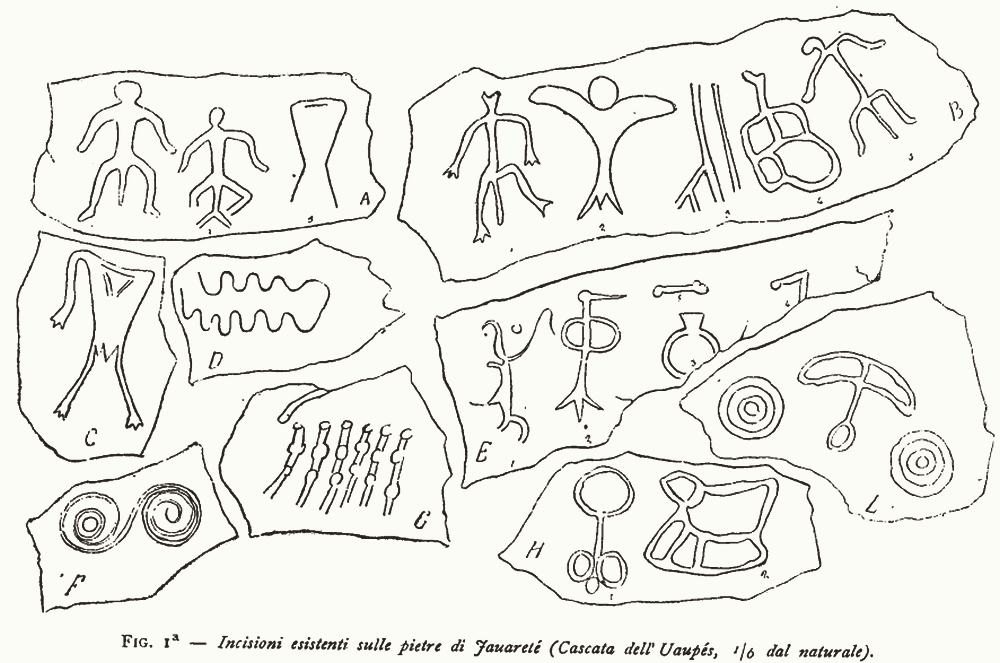
Reprodução feita por Stradelli de inscrições rupestres no rio Uaupés

Além das fotografias que registram momentos históricos do norte brasileiro e suas gentes, os escritos dispersos de Stradelli deixaram um legado que vai desde um poema sobre Ajuricaba (líder guerreiro da tribo dos Manaós), um vocabulário tucano, um dicionário nheengatu, mapas do Amazonas e o registro de muitos dos mitos indígenas; entre eles, uma imagem da figura mítica Jurupari como herói que levava a civilização aos nativos - criador de normas e usos que eram transmitidos oralmente - e afastando a ideia de que era o diabo que os missionários católicos tinham criado.

## Homenagens e lembranças
Além do livro Em memória de Stradelli de Câmara Cascudo, publicado pelo governo do estado do Amazonas, sua vida rendeu em 2013 um filme de 50 minutos pelo cineasta italiano Andreas Palladino, intitulado  “Ermanno Stradelli: O Filho da Cobra Grande” - sobre a figura ainda lembrada pelos velhos xamãs da floresta que chamavam de o filho da Cobra-Grande. O filme se baseia nos diários do italiano, e tem por narradora a companheira de leprosário Nininha.
A 11 de abril daquele ano, no Memorial da América Latina situado em São Paulo, foi realizada uma jornada de estudos sobre o conde, contando com a presença do cônsul-geral italiano Mauro Marsili, de Attilio De Gasperis diretor do Istituto Italiano di Cultura e de Franco Salvatori, que presidia a Società Geografica Italiana, além de especialistas italianos e brasileiros como Sérgio Medeiros, Nadia Fusco, Ettore Finazzi Agró,  Aniello Angelo Avella, Selda Vale da Costa e José Ribamar Bessa Freire. Além disso, haveria a primeira exibição do filme e uma mostra de suas fotografias, intitulada  A Amazônia de Ermanno Stradelli. Rio, Povos e Lendas sob o Olhar de um Explorador Italiano.
Em 6 de outubro de 2016 Stradelli foi novamente homenageado com o lançamento da obra A Única Vida Possível: Itinerários de Ermanno Stradelli na Amazônia de Livia Raponi (org) pela Edunesp, em memória dos 90 anos de seu falecimento; a obra teve patrocínio da Società Geografica Italiana e colaboração da  Casa Mario de Andrade e da Secretaria da Cultura do Estado de São Paulo.